# Ontherus alexis
Ontherus alexis là một loài bọ cánh cứng trong họ Bọ hung (Scarabaeidae).